# Bali (cavall)
Bali (en grec antic Βαλίος), va ser un dels cavalls d'Aquil·les, nascut de Zèfir i de l'harpia Podarge.
Va ser un regal que Posidó va fer a Peleu quan es va casar amb Tetis. Mort Aquil·les a la guerra de Troia, Posidó se'l va tornar a quedar, juntament amb Xantos, l'altre cavall d'Aquil·les, també immortal.